# سای-اوتس
سای-اوتس (قزاقی: Сай-Өтес) یک شهر و منطقه مسکونی در قزاقستان است که در استان مین‌قشلاق واقع شده‌است. سای-اوتس ۱٬۵۷۱ نفر جمعیت دارد.